# Mesnil-Saint-Nicaise
Mesnil-Saint-Nicaise ist eine französische Gemeinde mit 563 Einwohnern (Stand 1. Januar 2022) im Département Somme in der Region Hauts-de-France im Norden von Frankreich. Sie gehört zum Kanton Ham und ist Teil des Gemeindeverbandes Est de la Somme. Die Einwohner werden als les Mesnilois bezeichnet.

## Geographie
Die Gemeinde liegt an den Départementsstraßen D35 (Ortsteil Mesnil-Saint-Nicaise-le-Petit) und D15 (Ortsteil Mesnil-Saint-Nicaise-le-Grand), jeweils rund 2,5 km nördlich von Nesle.

## Geschichte
In Mesnil-Saint-Nicaise wurde 2009 ein gallo-römischer Umgangstempel (Fanum) entdeckt.
Die Gemeinde erhielt als Auszeichnung das Croix de guerre 1914–1918.

## Einwohner
| 1962 | 1968 | 1975 | 1982 | 1990 | 1999 | 2006 |
| ---- | ---- | ---- | ---- | ---- | ---- | ---- |
| 496  | 502  | 504  | 563  | 504  | 517  | 540  |

## Verwaltung
Bürgermeister (maire) ist seit 2001 Jacques Merlier.